# برزوناوولوک
برزوناوولوک (به لاتین: Berezonavolok) یک منطقهٔ مسکونی در روسیه است که در استان آرخانگلسک واقع شده‌است.